# المتحف البحري (يوكوهاما)
المتحف البحري أو متحف ن.ي.ك البحري (باليابانية: 日本郵船歴史博物館، بالانجليزية: NYK Maritime Museum)، هو متحف يقع في حي ناكا كو في مدينة يوكوهاما التابعة لمحافظة كاناغاوا في اليابان.

## نظرة عامة
المتحف البحري مكرسة لعرض تاريخ الملاحة البحرية من اليابان، مشغل المتحف هو شركة الشحن نيبون يوسن كابوشيكي كايشا (كيه كيه لاين)، ومن اسمها أتى اسم المتحف، تم افتتاح المتحف في عام 1993.

## المكان
يقع المتحف في حي ناكا كو، حيث يمكن الوصول إليه على بعد دقيقتين سيرا على الأقدام من محطة باشاميشي (Bashamichi) على خط ميناتوميراي (Minatomirai) للقطارات السريعة.

## وصلات خارجية
- موقع المتحف الرسمي